# Бой при Ассинаре
Бой при Ассинаре — последнее сражение Сицилийской экспедиции в ходе Пелопоннесской войны. В этом сражении афиняне были окончательно разгромлены сиракузянами.
После четырёх морских сражений в Сиракузском заливе, в результате которых афинский флот был отрезан от моря, Никий и Демосфен решили бросить флот и тяжелый обоз и пробиться с оставшейся у них 40-тысячной армией к северу в дружественную афинянам Катану (Катанию), откуда они надеялись вернуться в Грецию. Однако, приняв такое решение, они промедлили несколько дней и этим дали возможность предводителю сиракузян Гилиппу занять все горные проходы. Сиракузянам также удалось воспользоваться 50 афинскими триерами. Будучи не в состоянии пробиться к северу, афиняне бросились на юг, преследуемые по пятам сиракузской конницей, которая не давала им отдыха ни днем, ни ночью. При беспорядочном отступлении Демосфен с 6 тыс. человек отделился от Никия, был окружён и принуждён сдаться. На следующий день был окружён и Никий, и только с огромными усилиями его изнемогающей от жажды армии удалось пробиться к Ассинару, но здесь его настигли сиракузяне и после страшного побоища, в котором, по Диодору, погибло 18 тыс. греков, пришлось с остальными сдаться и Никию.
Несмотря на капитуляцию, Никий и Демосфен были казнены, а пленные афиняне сосланы в каменоломни, из которых спаслись немногие.